# Dinamo Zagreb
Der GNK Dinamo Zagreb (offiziell: Građanski nogometni klub Dinamo Zagreb) ist ein Fußballverein aus dem Zagreber Stadtbezirk Maksimir und der erfolgreichste Verein Kroatiens. Neben zahlreichen Meistertiteln und Pokalsiegen in Kroatien und im ehemaligen Jugoslawien gilt der Gewinn des Messestädte-Pokals von 1967 als größter Erfolg der Vereinsgeschichte. Heimspielstätte war über Jahre hinweg das Stadion in der Koturaška cesta, ehe man 1948 ins Stadion Maksimir umgezogen ist, wo Dinamo Zagreb bis zum heutigen Tag beheimatet ist.
Als wichtigster Verein der kroatischen Hauptstadt waren Wappen, Name und Vereinsstruktur von Dinamo Zagreb nicht selten politisch aufgeladen und unterlagen relativ häufig Anpassungen an gesellschaftliche Umwälzungen. So hieß der Verein bzw. dessen Fußballabteilung im Zuge einer wechselvollen Geschichte 1. HŠK Građanski (1911–1945), FD Dinamo (Fiskulturno društvo, 1945–1950), NK Dinamo (1950–1991), HAŠK-Građanski (Hrvatski akademski športski klub, 1991–1993), NK Croatia (1993–2000), NK Dinamo (2000–2010) und nennt sich seit 2010 offiziell GNK Dinamo.

## Geschichte
Dinamo Zagreb ist heute legitimer Nachfolger des Ersten kroatischen bürgerlichen Sportklubs (kroat. Prvi Hrvatski Građanski Športski Klub, kurz: 1. HŠK Građanski), der kurz nach dem Zweiten Weltkrieg aufgelöst worden ist. Diese These ist aber durchaus umstritten und wird zum Teil auch von den eigenen Fans abgelehnt, da anderslautender Auffassung zufolge durch die Zäsur von 1945 keine reale Verbindung zwischen Dinamo und Građanski mehr bestünde.

### 1911 bis 1918: Die frühen Anfänge als 1. HŠK Građanski
Bereits im ersten Jahrzehnt des 20. Jahrhunderts war in Zagreb eine ganze Reihe von Fußball- und Sportvereinen gegründet worden (PNIŠK, HAŠK, Concordia, Ilirija u. a.), doch war von diesen keiner der breiten bürgerlichen Masse der Stadt zugänglich. Entscheidender Stein des Anstoßes für die Gründung eines Sportklubs eigens für das kroatische Bürgertum war schließlich ein im Frühjahr 1911 kursierendes Gerücht demzufolge in Zagreb ein den Bürgern frei zugänglicher magyarisch ausgerichteter Verein vor seiner Gründung stünde, der aber nicht in der kroatischen, sondern in der ungarischen Liga mitspielen sollte. Um dem zuvorzukommen, wurde am 9. April 1911 auf Initiative des Zagreber Pionierfußballers Andrija Mutafelija im Gebäude der neuen Brauerei in der Draškovićeva ulica ein öffentliches Treffen des städtischen Sportlerverbands abgehalten, auf dem die Gründung eines weiteren Sportvereins beschlossen wurde, welcher allen Bürgern unabhängig von ihrer Profession offenstehen soll. In den Folgetagen betrieben die Veranstalter des Treffens Mundpropaganda und riefen explizit dazu auf, am 12. April 1911 dem Gründungstreffen des Zágrábi magyar torna klub beizuwohnen und diesen mit Zwischenrufen und Pöbeleien zu stören. Tags drauf, am 13. April, wurde gar ein Mob zusammengetrommelt mit dessen Unterstützung die vorgesehenen Vereinsräumlichkeiten des Zágrábi MTK demoliert wurden, ehe die Polizei durch ihr Einschreiten die Menge verscheuchte. Die Gewaltaktionen aber verfehlten ihre Wirkung nicht, so dass der magyarische Verein letzten Endes seinen Betrieb nie aufgenommen hat.

Das älteste Vereinswappen (1911–1916)

Im Kreise von Freunden und Anhängern vollzog Andrija Mutafelija am 26. April 1911 im Café am Preradović-Platz schließlich den Gründungsakt des Sportvereins 1. HŠK Građanski. Durch die Umstände, welche zur Gründung geführt hatten, standen die Vertreter der etablierten elitären Sportvereine dem „Bürgerverein“ äußerst wohlwollend gegenüber. Gründungspräsident Mutafelija seinerseits nahm dies als Gelegenheit wahr, zwischen den beiden stärksten Vereinen Zagrebs – den damals tief verfeindeten Erzrivalen HAŠK und Concordia – eine vermittelnde Rolle einzunehmen. So wurden Vertreter beider Vereine auch in den Vereinsrat von Građanski mit eingeladen. Sportlich wurden neben Fußball auch Handball und Fahrradfahren in den Spielbetrieb mit aufgenommen. Für die Heimspiele fungierten zunächst wechselweise drei verschiedene Spielfelder in den ehemaligen Kommunen Tuškanac, Kanal und Martinovka als Austragungsorte, ehe sich der Verein in der Koturaška cesta ein eigenes Stadion baute, das 1924 von Stjepan Radić eröffnet wurde. Sein erstes Spiel bestritt Građanski am 21. Mai 1911 gegen eine Reservemannschaft des HAŠK, wobei man gegen die um Jahre an Erfahrung reicheren Akademiker eine 1:5-Niederlage hinnehmen musste. Etwa einen Monat später, am 25. Juni konnte gegen AŠK Croatia Zagreb nach einem überzeugenden 6:1 auch der erste Sieg der Vereinsgeschichte gefeiert werden. Im Verlaufe der 1912/13 ausgetragenen ersten kroatischen Meisterschaft, die vom HNS organisiert wurde, bestätigte sich allerdings die sportlich untergeordnete Rolle des Vereins. Bis zum Abbruch der Saison konnte Građanski aus 7 Spielen lediglich 2 Siege und ein Unentschieden erringen, was in der Tabelle zwar für Platz drei reichte, jedoch punktemäßig weit hinter den Leistungen der Rivalen HAŠK und Concordia lag.
Der Erste Weltkrieg brachte das Vereinsleben fast vollends zum Erliegen. Fußball wurde nur noch hin und wieder gespielt, wenn für Benefizveranstaltungen des Roten Kreuzes genügend Spieler zusammengetrommelt werden konnten. Schon in dieser Zeit aber rückten Spieler wie Hugo Kinert, Dragutin Vrđuka oder Dragutin Vrbanić ins Rampenlicht, die auch in den sportlich erfolgreichen Nachkriegsjahren Teil der Stammelf werden sollten. Dass die Vereinsaktivität nach dem Krieg aber recht zügig wieder zur Normalität zurückfinden konnte, ist nicht zuletzt Artur Weintraub (einem ehemaligen PNIŠK-Spieler) zu verdanken, der daraufhin auch zum neuen Präsidenten gewählt wurde.

### 1919 bis 1928: Sportliches Aufblühen im Königreich SHS
| Saison                                         | Platz    | Liga (Teilnehmerzahl)   |
| ---------------------------------------------- | -------- | ----------------------- |
| 1918/19                                        | 1. Platz | Verbandsliga Zagreb (5) |
| 1919/20                                        | 1. Platz | Verbandsliga Zagreb (7) |
| 1920/21                                        | 2. Platz | Verbandsliga Zagreb (8) |
| 1921/22                                        | 3. Platz | Verbandsliga Zagreb (8) |
| 1923                                           | 1. Platz | Verbandsliga Zagreb (5) |
| 1923/24                                        | 1. Platz | Verbandsliga Zagreb (5) |
| 1924/25                                        | 1. Platz | Verbandsliga Zagreb (5) |
| 1925/26                                        | 1. Platz | Verbandsliga Zagreb (6) |
| 1926/27                                        | 2. Platz | Verbandsliga Zagreb (6) |
| 1927/28                                        | 1. Platz | Verbandsliga Zagreb (7) |
| grün unterlegt: Gewinn der Landesmeisterschaft |          |                         |

War Građanski vor dem Ersten Weltkrieg noch in rot-gelb gestreiften Trikots aufgelaufen, so hatte sich vermutlich spätestens nach diesem Blau als Vereinsfarbe endgültig durchgesetzt. Sportlich reifte die Mannschaft in der Nachkriegszeit vor allem durch Teilnahmen an diversen Freundschaftsturnieren in den Metropolen Europas. Den ersten nennenswerten internationalen Sieg errang Građanski 1921 mit einem 3:2-Auswärtserfolg gegen den SK Rapid Wien. Ein Jahr später trat die Mannschaft auch bei einem kleinen Turnier in Barcelona an, von dem man sich nach drei Niederlagen jedoch schnell wieder verabschiedete. In der heimischen Liga gelang es dem erstarkten Verein mit gestandenen Berufsfußballern wie Rupec, Vrđuka und Babić die Stadtrivalen HAŠK und Concordia immer weiter hinter sich zu lassen. Trainiert wurde Građanski zu dieser Zeit vom Engländer Arthur Gaskell, der die Mannschaft nach zwei mageren Jahren 1923 wieder auf den ersten Platz der Zagreber Verbandsliga führte, wodurch sie auch zur Teilnahme an der Meisterschaft des Königreichs SHS berechtigt war. Musste Građanski in der ersten Runde dieses neuen K.-o.-Turniers noch den slowenischen Vertreter Ilirija Ljubljana mit 2:1 eliminieren, zog man dank Freilos im Halbfinale nach nur einem Spiel ins Finale gegen den SAŠK aus Sarajevo ein. Dieses endete 1:1, weshalb ein Wiederholungsspiel angesetzt werden musste, in dem sich Građanski schließlich mit 4:2 durchsetzen konnte und damit zum ersten Landesmeister des Königreichs der Serben, Kroaten und Slowenen wurde.

Zweites Vereinslogo (1916–1924)

Einer neuerlichen Einladung aus Spanien zu Freundschaftsspielen im Baskenland, Asturien, Kantabrien und Katalonien folgend, konnte Građanski 1923 auch international einige Prestigeerfolge einfahren. Zwar begann man die Tournee mit einer 0:3-Auftaktniederlage gegen Athletic Bilbao, doch konnte Građanski bereits im Revanchespiel mit 2:1 seinen ersten Sieg auf der iberischen Halbinsel einfahren. Mit dem gleichen Ergebnis konnte auch Real Unión bezwungen werden, ehe Građanski nach Asturien weiterzog um gegen Sporting Gijón mit 3:2 den nächsten Sieg einzufahren, wobei man dort auch im Revanchespiel (2:2) ungeschlagen blieb. Nach Niederlagen gegen Racing Santander (2:5) und FC Barcelona (0:3) forderte Građanski von den Katalanen, gegen die man bereits im Jahr zuvor zwei Niederlagen (3:5, 0:3) hatte einstecken müssen, neuerlich Revanche. Im insgesamt vierten Anlauf konnte man schließlich auch den FC Barcelona (1:0) besiegen und so mit einem letzten Erfolgserlebnis die Heimreise nach Zagreb antreten.

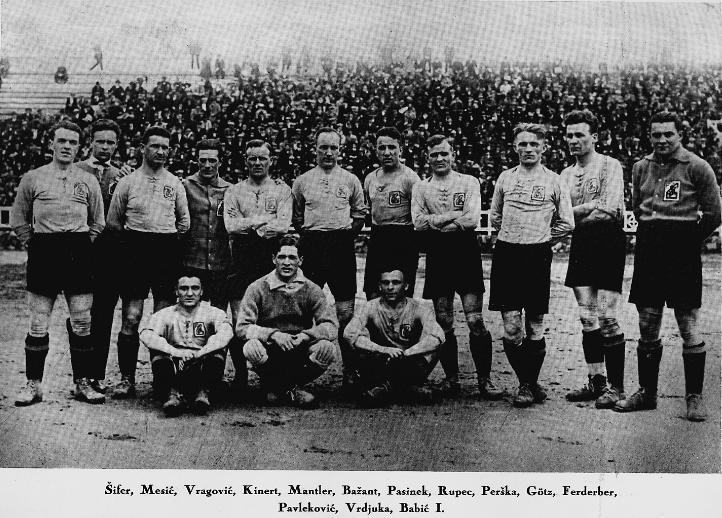
Die Meistermannschaft 1923

Als neuerlicher Meister der Zagreber Verbandsliga für die Landesmeisterschaft von 1924 qualifiziert, traf Građanski gleich im Viertelfinale zum ersten Mal auf den heutigen Erzrivalen Hajduk Split. Nach den ersten 90 Minuten stand es 3:3, weshalb das Spiel in die Verlängerung gehen musste und schließlich 4:4 endete. Das erforderliche Wiederholungsspiel wurde für die Zagreber Mannschaft zum Debakel und endete 5:0 für Hajduk, woraufhin Erfolgstrainer Gaskell das Handtuch warf und den Verein verließ. Sein Nachfolger wurde der Österreicher Richard Kohn, der trotz Lücken, die Spieler wie Kinert, Šifer und Vrđuka hinterlassen hatten, mit der Mannschaft auch 1925 die Zagreber Verbandsmeisterschaft holen konnte. Im Finale der Landesmeisterschaft allerdings scheiterte Građanski mit 2:3 an SK Jugoslavija aus Belgrad, weshalb Kohn seinen Trainerposten nach nur einem Jahr wieder zur Verfügung stellte. Mit Josef Brandstätter als Nachfolger wurde neuerlich ein erfahrener Österreicher zum Trainer bestellt, dem es auch gelang Neuzugänge wie den Torjäger Slavin Cindrić besser ins Mannschaftsgefüge zu integrieren. Einer guten Mischung aus gestandenen Spielern und hungrigen Neulingen wie beispielsweise dem aufstrebenden Torhüter Maksimilijan Mihelčić ist es zu verdanken, dass Građanski auch 1926 ins Finale der Landesmeisterschaft einzog, wo wie im Vorjahr SK Jugoslavija wartete, aber diesmal mit 2:1 bezwungen werden konnte.

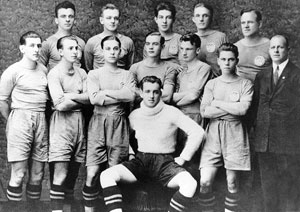
Die Meistermannschaft 1926 trainierte Rapid-Legende Josef Brandstätter (rechts)

Nach gewonnener Landesmeisterschaft zog es Erfolgscoach Brandstätter zurück in seine Heimat. Als sein Nachfolger wurde der Ungar Imre Pozsonyi bestellt, der bis dato beim FC Barcelona auf der Trainerbank tätig war. Sein erstes Jahr bei Građanski verlief enttäuschend, denn unter seiner Leitung verpasste die Mannschaft sogar den Gewinn der Verbandsmeisterschaft und musste infolgedessen ein Relegationsspiel gegen Ilirija Ljubljana erfolgreich bestreiten, um noch an der Landesmeisterschaft teilnehmen zu können. Dieses aber endete für Građanski desaströs mit 5:0, so dass die Mannschaft keine Möglichkeit mehr hatte ihren Titel zu verteidigen. In seinem zweiten Jahr bei Građanski gelang es Pozsonyi aber der Mannschaft neues Leben einzuhauchen, und den Verein zum dritten Mal in seiner Geschichte zum Landesmeister zu machen. Der Meisterschaftserfolg von 1928 war auch der letzte große Wurf der inzwischen gealterten Generation um Leistungsträger wie Rudolf Hitrec. Außerdem ermöglichte der Titel Građanski auch die Teilnahme am Mitropapokal von 1928, von dem man sich aber nach einem knappen Heimsieg und einer deutlichen Auswärtsniederlage gegen den tschechischen Meister Viktoria Žižkov schnell wieder verabschieden musste.

### 1929 bis 1935: Wirtschaftliche Konsolidierung im sportlichen Mittelmaß
| Saison                                                                                      | Platz             | Liga (Teilnehmerzahl)                            |
| ------------------------------------------------------------------------------------------- | ----------------- | ------------------------------------------------ |
| 1928/29                                                                                     | 2. Platz          | Verbandsliga Zagreb (8)                          |
| 1929/30                                                                                     | 3. Platz          | Verbandsliga Zagreb (8)                          |
| 1931 (S) 1931 (H)                                                                           | 1. Platz 3. Platz | Oberliga Nord-West (6) Meisterschaftsturnier (6) |
| 1932 (S) 1932 (H)                                                                           | 2. Platz ¼-Finale | Oberliga Nordwest (5) Meisterschaftsturnier (8)  |
| 1933                                                                                        | 6. Platz          | Jugoslawische Liga (11)                          |
| 1934                                                                                        | k. W.             | siehe Anmerkung**                                |
| 1935                                                                                        | 3. Platz          | Jugoslawische Liga (10)                          |
| **1934 wurden alle Sportveranstaltungen wegen der Ermordung des jugosl. Königs abgebrochen. |                   |                                                  |

Da der Verein sich mit dem Stadionbau von 1924 hoch verschuldet hatte, stand Građanski trotz seiner sportlichen Erfolge am Ende des Jahres 1928 vor dem wirtschaftlichen Aus. Die Gefahr aufgrund von Zahlungsunfähigkeit den Spielbetrieb einstellen zu müssen, konnte erst 1931 durch das Einschreiten des späteren Vereinspräsidenten Vladimir Weiller abgewendet werden, indem es ihm gelang bei den Gläubigern neue Tilgungskonditionen auszuhandeln; doch hatten den Verein bis dahin bereits Trainer Pozsonyi und auch einige wichtige Spieler verlassen. Nach Pozsonyis Abgang war es der bei Brentford ausgemusterte irische Verteidiger James Donnelly, der als Spielertrainer eine stark verjüngte Građanski-Mannschaft übernahm. Mit dieser landete er in der Verbandsmeisterschaft nur knapp hinter HAŠK auf dem 2. Platz und setzte sich in der Relegation gegen den Meister aus Slowenien souverän durch. In der darauffolgenden Landesmeisterschaft aber folgten nach einem überraschenden Auftaktsieg gegen die Belgrader Rivalen von SK Jugoslavija ernüchternde Ergebnisse; bis zum Ende der Meisterschaft holte Građanski nur noch einen Punkt und landete am Ende auf dem fünften und letzten Platz.

Vereinslogo ab 1926 bis zur Zwangsauflösung

Rein sportlich war Građanski 1930 an einem Tiefpunkt angelangt: ihre Vorreiterrolle in der Zagreber Verbandsliga hatte die Mannschaft von James Donnelly schon längst an Concordia abgegeben. Sie schaffte es auch nicht einmal HAŠK hinter sich zu lassen, um sich eventuell noch über den zweiten Platz in die Meisterschaftsrunde zu qualifizieren. Im Jahr darauf aber erschwerte eine Modusänderung im jugoslawischen Vereinsfußball zusätzlich den Weg zur Teilnahme an der Endrunde. So wurden die Verbandsmeisterschaften gestrafft und sollten innerhalb der drei Frühjahrsmonate recht zügig ausgetragen werden, da deren Zweck nun in erster Linie darin bestand drei Teilnehmer für eine nach geographischen und sportlichen Gesichtspunkten in drei Staffeln aufgeteilte Oberliga zu ermitteln, wobei die Sieger und die Zweiten jeder Staffel im Herbst an der Meisterschaftsrunde teilnahmen. Für Građanski wirkte sich diese Änderung vor allem finanziell positiv aus, da die Mannschaft in Zagreb noch immer den größten Anhang hatte, welchen man dank der gestiegenen Zahl an Spitzenspielen gegen namhafte Gegner viel leichter als zahlendes Publikum ins Stadion locken konnte. Da aber die Spielweise der Mannschaft unter dem Verteidiger Donnelly inzwischen extrem defensiv ausgerichtet war, wurden viele Zuschauer – trotz achtbarer Ergebnisse – vom Schweizer Riegel der eigenen Mannschaft genauso schnell wieder von den Rängen verscheucht.
Trotz eines für die damalige Mannschaft beachtlichen dritten Platzes in der Landesmeisterschaft trennten sich am Ende der Saison die Wege von Donnelly und Građanski. Sein Nachfolger wurde zunächst der Ungar György Molnár, der in seiner aktiven Zeit selbst Stürmer war und daher auch entsprechend offensiv aber erfolglos spielen ließ, ehe ihm 1933 schließlich der Österreicher Robert Haftl ins Amt folgte. In seine erste Trainersaison fällt auch der erstmalige Versuch des jugoslawischen Fußballverbands eine ganzjährige Gesamtliga mit den elf stärksten Vereinen des gesamten Landes auszutragen. Građanski präsentierte sich in dieser Spielzeit mit überaus durchwachsenen Ergebnissen und landete am Ende auf einem Mittelfeldplatz. Wegen des Mordes an König Aleksandar Karađorđević wurde 1934 die gesamte Sportsaison aufgrund der verordneten Staatstrauer abgebrochen. In der darauffolgenden Saison wurde die Meisterschaft mit zehn Vereinen ausgetragen, wobei Građanski vor allem aufgrund seiner Auswärtsschwäche den Meistertitel verpasste und am Ende einmal mehr Dritter wurde.

### 1936 bis 1943: Die Erfolgsjahre unter Bukovi
| Saison | Platz           | Liga (Teilnehmerzahl)                                  |
| --- | --------------- | ------------------------------------------------------ |
| 1936 | k. A.           | Verbandsliga Zagreb (6)                                |
| 1936/37 | 1. Platz        | Jugoslawische Liga (10)                                |
| 1937/38 | 3. Platz        | Jugoslawische Liga (10)                                |
| 1938/39 | 2. Platz        | Jugoslawische Liga (12)                                |
| 1939/40 1940 (S) | 1. Platz        | Slow.-Kroatische Liga (10) Landesmeisterschaft (6)     |
| 1940/41 | 2. Platz        | Liga der Banschaft Kroatien (10)                       |
| 1941/42 1942 (S) | 1. Platz Finale | Kroatische Oberliga (9) Meisterschaftsturnier (16)     |
| 1942/43 | 1. Platz        | Oberliga Gruppe Zvonimir (8) Kroatische Staatsliga (4) |
| rosa unterlegt: Landesmeisterschaft wurde aus Protest gegen die Wiedereinführung des Cup-Modus boykottiert. grün unterlegt: Gewinn der Landesmeisterschaft |                 |                                                        |

Unmittelbar nach Ende seiner eigenen Spielertätigkeit übernahm im Herbst 1935 der damals erst 32-jährige Márton Bukovi den Trainerposten bei Građanski. Die von ihm vorgefundene Mannschaft verfügte mit Mirko Kokotović und Branko Pleše im Mittelfeld sowie Bernard Hügl in der Verteidigung über drei starke Akteure, die das Spiel sowohl aufbauen als auch absichern konnten. Jedoch fehlte vorne ein treffsicherer Stürmer, wobei seit dem Abgang von Maksimilijan Mihelčič auch ein sicherer Rückhalt im Tor nicht mehr gegeben war. Das Torwartproblem konnte Bukovi mit der Verpflichtung von Emil Urch solide lösen, während im Sturm der junge Neuzugang August Lešnik sich noch als wahrer Glücksgriff erweisen sollte. Taktisch konnte Bukovi auf das bereits von seinem Vorgänger eingeführte WM-System zurückgreifen, jedoch musste er noch an Disziplin und mannschaftlicher Geschlossenheit seiner Spieler arbeiten. In Bukovis erste Saison fiel allerdings auch der Boykott der Landesmeisterschaft, so dass man namhafteren Gegnern nur in Freundschaftsspielen begegnen konnte. Prominentester Gast war seinerzeit die Mannschaft des FC Liverpool, gegen die man einen vielzitierten 5:1-Sieg verbuchen konnte. Wichtiger als der Prestigegewinn war aber die Tatsache, dass der Verein erstmals Kontakte zu einer englischen Mannschaft geknüpft hatte, und im November 1936 auch einer Einladung ins Mutterland des Fußballs folgen konnte. Auf dem heimischen Anfield revanchierte sich Liverpool mit einem 4:1 für die Niederlage in Zagreb, wobei der Mannschaft von Građanski auch von Doncaster, Wolverhampton und West Ham United die Grenzen aufgezeigt wurden; nur gegen die Hearts aus Schottland konnte im Zuge der zweiwöchigen Tour eine Niederlage vermieden werden.

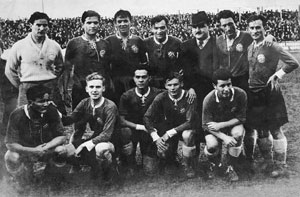
Disziplin auch außerhalb des Platzes war die Erfolgsdevise der Meistermannschaft von 1937: Bier und Zigaretten vor Spielen gab es bei Trainer Márton Bukovi nicht.

Zurück in der heimischen Liga sollte sich das Lehrgeld von der Insel jedoch schon bald bezahlt machen. Die Mannschaft von Građanski fiel im Meisterschaftskampf vor allem durch ihre disziplinierte Spielweise und ihre physische Präsenz auf. Höhepunkt der Saison war am drittletzten Spieltag der Auftritt bei Verfolger BSK: die Belgrader Mannschaft wurde bereits nach acht Minuten durch drei Tore nach Sololäufen von Lešnik regelrecht überrannt. Als Mitte der zweiten Halbzeit der Mittelfeldmotor Pleše zum 0:4-Endstand traf, soll sich schließlich auch das Heimpublikum erhoben haben, um der dominanten Spielweise des frischgebackenen Landesmeisters Građanski Beifall zu zollen. Bereits im Jahr drauf hatte die Konkurrenz zwar ihre fußballerischen Defizite aufgeholt und konnte Građanski erneut hinter sich lassen, doch langfristig hatte sich der Verein dank Trainer Bukovi wieder in der Spitze des jugoslawischen Vereinsfußballs etabliert. Heim- wie Auswärtsspiele egal gegen welchen Gegner waren fast immer ausverkauft, so dass bis 1940 auch angehende Nationalspieler wie Cimermančić, Glaser und Wölfl dazu entschließen konnten zu Građanski zu wechseln. In der slowenisch-kroatischen Liga war der Verein zu jenem Zeitpunkt ohne jede Konkurrenz und beendete die Saison nach 18 Spielen mit einer Tordifferenz von 91:6 erzielten Treffern. Im Kampf um die Landesmeisterkrone gelang es den beiden Rivalen aus Sarajevo und Belgrad die Mannschaft von Građanski zwar zu fordern, doch der letzte Titel des Königreichs ging, wie 1923 der Erste, im Vereinsgepäck nach Zagreb.
Nachdem sich 1940 der kroatische Fußballverband nach schottisch-walisischem Prinzip aus dem jugoslawischen rausgelöst und eine eigene Nationalmannschaft formiert hatte, wurde in der Saison 1940/41 auch eine autonome kroatische Meisterschaft ausgetragen. Geplagt von Verletzungspech bestritt die Mannschaft von Građanski zwar eine Saison ohne Niederlage, konnte aber auch keines der Spitzenspiele gegen die direkten Konkurrenten gewinnen und landete am Ende hinter Hajduk Split auf Platz zwei. Keine drei Wochen später wurde der jugoslawische Staat von der Wehrmacht zerschlagen und Zagreb wurde Hauptstadt eines kroatischen Vasallenstaates unter faschistischer Diktatur der Ustaša-Bewegung. Den Terror der neuen Herrschaft bekam schon bald auch die Mannschaft von Građanski zu spüren, deren serbischstämmiger Teamkollege Svetozar Đanić am 18. Juni 1941 nach einem Schauprozess hingerichtet wurde. Auf sportlicher Ebene litt vor allem die Organisation, so dass die Oberliga von 1941/42 bereits nach der Hinrunde abgebrochen wurde. Stattdessen wurde im Sommer 1942 ein Meisterschaftsturnier mit Gruppen- und anschließender K.-o.-Phase ausgetragen, wobei Građanski in den Finalpartien dem Stadtrivalen Concordia unterlegen war. In der darauffolgenden Saison konnte die bis dato stärkste Generation der Vereinsgeschichte schließlich noch einmal ihre sportliche Bestleistung abrufen und dominant die Staatsmeisterschaft gewinnen.

### 1944 und 1945: Ende von Građanski und Neuanfang als Dinamo
| Cimermančić (Wölfl) Golob Beda Kacian Reiss Pleše Kokotović I.Horvat Lojen Etlinger (D.Horvat) Monsider                                                                    |
| Stammspieler Dinamo 1945–1946 und ihre Ausgangsvereine Anfang Mai 1945: blau: 1. HŠK Građanski grün: Concordia Zagreb rot: HAŠK braun: Ferraria Zagreb grau: Šparta Zagreb |

Einen letzten erwähnenswerten sportlichen Erfolg durfte Građanski 1944 noch feiern, als man in einem Freundschaftsspiel den deutschen Pokalsieger von 1943 Vienna Wien auswärts mit 1:0 bezwang. Fortan jedoch geriet der Sport auch im Zagreber Vereinsleben völlig ins Hintertreffen. So wurde die Meisterschaft von 1943/44 auch nicht mehr zu Ende gespielt; und in der Endphase des Krieges dienten die Vereine vorrangig als Zufluchtsorte, um sich vor der Rekrutierung an die Ostfront zu drücken. Anfang 1945 war der Kader der Mannschaft auf nurmehr 18 Spieler geschrumpft, die Trainer Bukovi durch wöchentliche Freundschaftsspiele gegen andere Zagreber Vereine in Form halten konnte. In den letzten Kriegstagen versuchte das Sportkomitee des sterbenden Marionettenstaates Normalität vorzugaukeln und veranlasste Ende April den Beginn einer neuen Saison der Zagreber Oberliga. Der erste Spieltag wurde am 28. April 1945 ausgetragen, wobei Građanski den HŠK Uskok empfing und in seinem letzten Punktspiel unter diesem Namen einen 6:2-Sieg einfahren konnte.
Kurz nach dem Einmarsch der Tito-Partisanen wurden 10 Tage später am 8. Mai 1945 die Vereinsräumlichkeiten des 1. HŠK Građanski auf Betreiben der neuen kommunistischen Machthaber demoliert und das Vereinsarchiv unwiederbringlich vernichtet. Den namhaftesten Spielern wurde nahegelegt, nach Belgrad umzusiedeln, um dort für Kaderplätze beim Armeesportverein zu konkurrieren, aus dem im Herbst selben Jahres der FK Partizan Belgrad hervorgehen sollte. Alt-Nationaltorhüter Franjo Glaser war vermutlich der Erste, der ging; er sollte bei Partizan den Trainerposten besetzen. Der aufstrebende Stjepan Bobek sowie Franjo Šoštarić und später auch Miroslav Brozović sollten ihm schon bald folgen. Einige Zeit später wurden auch die jungen Talente Zvonko Canjuga und Florijan Matekalo nach Belgrad bestellt.
Im Juni 1945 begannen sich die Zustände in der Stadt allmählich zu normalisieren und die kommunistische Verwaltung ging schrittweise zur Tagesordnung über. Für den 9. Juni 1945 wurde im Kinosaal in der Gundulićeva ulica eine Versammlung einberufen, welche die Wiederaufnahme des sportlichen Vereinslebens regeln sollte. Die Mehrheit der über 200 Delegierten soll im Vorfeld fest davon ausgegangen sein, dass im Verlaufe der Versammlung der 1. HŠK Građanski unter altem Namen erneuert wird. Gemäß sozialistischen Vorstellungen aber sollten stattdessen, anstelle der bisherigen nach Klassen aufgeteilten Klubs, alle sportlichen Aktivitäten in einer einheitlichen „Gemeinschaft für Leibesübungen“ (Fiskulturno društvo) vereinigt werden. Zudem hatte das Zentralkomitee in Belgrad zuvor die Weisung gegeben, keine Namen mit nationaler Färbung zu verwenden. Auf Betreiben des ehemaligen Zagreber Bürgermeisters Herman Mattes sollte das Zagreber FD unter dem Namen „Dinamo“ auflaufen, deren Erkennungsfarben – vorgeblich nach Muster der Moskauer und Kiewer Vereine – primär blau und sekundär weiß (also die Farben des nominell nicht mehr existenten 1. HŠK Građanski) sein sollten. Der Vorschlag stieß weitestgehend auf Zustimmung und Herman Mattes wurde in weiterer Folge Präsident des Zagreber FD Dinamo.
Die Fußballabteilung wurde zunächst zu einem regelrechten Sammelbecken der besten Zagreber Fußballer, die nicht nach Belgrad abkommandiert worden waren. Der maßlos überblähte Kader von beinahe 50 Spielern wurde in seiner ersten Nachkriegssaison zunächst von Márton Bukovi und dessen einstigen Rivalen von HAŠK, Branko Kunst, in Gemeinschaftsarbeit betreut. Die zusammengewürfelte Mannschaft musste ihre erste Partie bereits am 23. Juni 1945 gegen eine Pilotenauswahl der Volksbefreiungsarmee austragen. Es folgten Freundschaftsspiele mit politischem Symbolcharakter gegen Roter Stern Belgrad und gegen verschiedene Auswahlen des formell noch abtrünnigen Kondominiums Fiume. Am 5. August wurde Dinamo zur ersten Nachkriegsbegegnung vom Erzrivalen Hajduk in Split empfangen, wobei das Aufeinandertreffen auf den Plakaten als Heimspiel gegen „Građanski“ beworben wurde.

### 2000 bis heute: Nationale Dominanz und Anschlusssuche in Europa

Logo von Dinamo Zagreb aus den 1960er Jahren

Auch im 21. Jahrhundert war Dinamo Zagreb der dominante Verein in Kroatien. So wuchs auch der Klassenunterschied zwischen ihm und dem Erzrivalen Hajduk Split stetig an. Seit 2006 hatte Dinamo – mit Ausnahme der Saison 2016/17 – immer die kroatische Meisterschaft gewonnen. Darüber hinaus gewann der Hauptstadtverein noch zehnmal das Double. Zuletzt hatte man 2004 keinen Meistertitel errungen, während man dafür den Pokal gewinnen konnte.
Auf internationalem Parkett nahm Dinamo regelmäßig teil, doch die ganz großen Erfolge schaffte der Verein bis heute nicht. In der Saison 2011/12 zog man erstmals seit zwölf Jahren in die Gruppenphase der UEFA Champions League ein. In der Qualifikation setzte man sich gegen Neftçi Baku, HJK Helsinki und Malmö FF durch. Gegen die Schweden wurde das Hinspiel mit 4:1 gewonnen, im Rückspiel verlor man in Unterzahl mit 0:2 und zog dennoch in die Endrunde ein. Diese fand für die Kroaten jedoch ein schnelles Ende, da man in einer schwierigen Gruppe D gegen Real Madrid, Olympique Lyon und Ajax Amsterdam ohne Punkt und mit einem Torverhältnis von 3:22 ausschied. Sinnbildlich war hierfür unter anderem das letzte Gruppenspiel, wo man gegen Lyon trotz Unterzahl in Führung ging, am Ende trotzdem mit 1:7 verlor. Es handelte sich um die höchste Niederlage in der Europacup-Geschichte, daraufhin wurde der damalige Cheftrainer Krunoslav Juričić entlassen.
Auch 2012/13 nahm Dinamo Zagreb an der Champions-League-Gruppenphase teil, nachdem man gegen Ludogorez Rasgrad, Sheriff Tiraspol und NK Maribor die Qualifikation mit fünf Siegen aus sechs Spielen souverän überstand. Die Kroaten spielten diesmal in Gruppe A mit Paris Saint-Germain, dem FC Porto und Dynamo Kiew, schieden aber erneut als Letztplatzierter aus. Im letzten Gruppenspiel gegen den Verein aus Kiew erzielte man das einzige Tor durch einen späten Elfmeter, der gleichbedeutend mit dem einzigen Punktgewinn war.
2013/14 wurde nach Siegen über CS Fola Esch und Sheriff Tiraspol der erneute Einzug in die Königsklasse knapp verpasst. In der Play-off-Runde verlor man das Hinspiel gegen den FK Austria Wien mit 0:2. Im Rückspiel ging man auswärts erneut in Rückstand, führte später jedoch mit 3:1, womit Dinamo aufgrund der Auswärtstorregel weitergekommen wäre. Doch die Wiener erzielten noch ein spätes Tor zum 3:2-Endstand, womit der Verein aus Zagreb stattdessen an der Gruppenphase der UEFA Europa League teilnahm. Aber selbst da hatte man in Gruppe B gegen Ludogorez Rasgrad, Tschornomorez Odessa und die PSV Eindhoven nicht überzeugen können. Den einzigen Punkt holte man über ein torloses Remis gegen die PSV, schlussendlich schied man mit einem Torverhältnis von 3:11 als Letzter aus.
Auch 2014/15 schaffte es Dinamo Zagreb nicht, sich für die Endrunde der Champions League zu qualifizieren. Nach souveränem Weiterkommen gegen FK Žalgiris Vilnius scheiterte man am Aalborg BK trotz eines 1:0-Auswärtssieges mit 0:2 im Rückspiel. Die Kroaten qualifizierten sich aber gegen Petrolul Ploiești zumindest für die Gruppenphase der Europa League. Zum Auftakt bezwang man Astra Giurgiu mit 5:1, womit Dinamo erstmals seit November 2010 wieder einen Sieg in einem Europapokal einfahren konnte. Nachdem man aber am 5. Spieltag im Rückspiel gegen die Rumänen mit 0:1 verlor, war der Einzug in die K.O.-Runde nicht mehr möglich. Da brachte auch der sensationelle 4:3-Heimsieg über Celtic Glasgow am letzten Spieltag nichts mehr. Dinamo schied mit sechs Punkten und einem Torverhältnis von 12:15 als Drittplatzierter aus.
In der Saison 2015/16 nahm Dinamo erneut an der Gruppenphase der Champions League teil, nachdem CS Fola Esch, Molde FK und KF Skënderbeu Korça überwunden werden konnten. In der Runde gegen Molde endete das Hinspiel mit 1:1 unentschieden. Im Rückspiel verspielte man eine 3:0-Führung, doch die Partie endete mit 3:3, sodass Dinamo aufgrund der Auswärtstorregel trotzdem die nächste Runde erreichte. Zum Auftakt in die Gruppenphase gelang eine ganz große Überraschung, als man den FC Arsenal zuhause mit 2:1 bezwingen konnte. Gegen die anderen beiden Gegner (FC Bayern München und Olympiakos Piräus) blieb Dinamo jedoch erfolglos, sodass man mit drei Punkten und einem Torverhältnis von 3:14 erneut nicht über den letzten Platz hinauskam. Zwischenzeitlich überschatteten den Verein auch personelle Skandale. Erst wurde Arijan Ademi aufgrund einer positiven Dopingprobe zu einer vierjährigen Spielsperre verurteilt. Nicht viel später wurde Dinamo-Präsident Zdravko Mamić zusammen mit fünf anderen Personen aus dem Klub-Umfeld wegen Bestechungsverdacht und Steuerhinterziehung verhaftet.
2016/17 spielte Dinamo Zagreb erneut in der Champions-League-Gruppenphase, nachdem man den FK Vardar Skopje, den FC Dinamo Tiflis und in der Verlängerung auch den FC Red Bull Salzburg in der Qualifikation überwinden konnte. Die Gruppenphase verendete jedoch in einer totalen Abfuhr, da man gegen Juventus Turin, den FC Sevilla und Olympique Lyon weder einen Punkt sammeln noch ein Tor erzielen konnte. In einer Champions-League-Gruppenphase war dies zuletzt vor sieben Jahren geschehen. Als dann auch noch der Meistertitel verspielt wurde, verpasste Dinamo Zagreb in der Saison 2017/18 sogar die Gruppenphase der Europa League. Nach knappem Weiterkommen gegen Odds BK scheiterte man in der Playoff-Runde aufgrund der Auswärtstorregel nach zwei Remis gegen Skënderbeu.
In der Saison 2018/19 kehrte Dinamo Zagreb wieder auf die internationale Bühne zurück und sorgte erstmals so richtig für Furore. Zwar hatte man nach Weiterkommen gegen Hapoel Be’er Scheva und den FK Astana die Playoff-Runde zur Champions League gegen den BSC Young Boys knapp verloren, doch die Kroaten spielten zumindest in der Gruppenphase der Europa League. Zum Einstand gelang ein sensationelles 4:1 über Fenerbahçe Istanbul, gefolgt von einem 2:0 auswärts beim RSC Anderlecht. Nach zwei Siegen über Spartak Trnava endeten die Rückspiele gegen Fener und Anderlecht jeweils mit 0:0. Noch nie zuvor war Dinamo in einer internationalen Gruppenphase ungeschlagen geblieben. Hinzu kommt der Fakt, dass man die Gruppe mit 14 Punkten und einem starken Torverhältnis von 11:3 als Erstplatzierter überstand. Damit gelang der lang ersehnte Sprung in die K.O.-Phase, wo man im Sechzehntelfinale auf Viktoria Pilsen traf. Nach einer 1:2-Niederlage im Hinspiel konnte man zuhause mit 3:0 gewinnen und erreichte damit das Achtelfinale gegen Benfica Lissabon. Im Hinspiel siegte Dinamo überraschend mit 1:0, was bis heute eines der größten Spiele und eine der stärksten Europapokal-Saisonen der Vereinsgeschichte markierte. Dieser Sensationssieg ließ Kroatien in der UEFA-Fünfjahreswertung eine derart gute Platzierung belegen, sodass auch der Vizemeister an der Qualifikation zur kommenden Champions-League-Saison teilnehmen durfte. Im Rückspiel unterlag Dinamo erst nach Verlängerung mit 0:3 und schied aus.
In der Saison 2019/20 kehrte der kroatische Rekordverein in die Champions League zurück, nachdem man in der Qualifikation gegen den FC Iberia 1999 Tiflis, Ferencváros Budapest und Rosenborg Trondheim siegte. Im Auftaktspiel gelang den Kroaten ein 4:0-Heimsieg gegen den damaligen Champions-League-Debütanten Atalanta Bergamo. Dieser sorgte dafür, dass sie erstmals überhaupt in der Champions League die vorläufige Tabellenführung übernahmen. Nach einer 0:2-Niederlage gegen Manchester City spielte Dinamo in beiden Spielen gegen Schachtar Donezk unentschieden und hatte damit seinen bisherigen Punkterekord in der Champions League gebrochen. Die letzten beiden Partien gingen allerdings verloren, womit der Verein aus Zagreb nichtsdestotrotz Letzter wurde. Die Statistiken zählten dabei fünf Punkte, zehn Tore und 13 Gegentore – einige der besten Werte in der Vereinsgeschichte.
Die bislang stärkste Europacup-Saison war aber die Spielzeit 2020/21. In der Champions-League-Qualifikation setzte man sich nach einem 2:2 im Elfmeterschießen gegen CFR Cluj durch. Es folgte jedoch das Aus gegen Ferencváros Budapest. Mit einem 3:1-Sieg über FC Flora Tallinn qualifizierte sich der kroatische Rekordverein zumindest für die Europa-League-Gruppenphase. Die Auftaktpartie gegen Feyenoord Rotterdam endete torlos, so auch das anschließende Spiel bei ZSKA Moskau. Mit einem 1:0 über den Wolfsberger AC hatte Dinamo den ersten Sieg in dieser Gruppe eingefahren. Den gleichen Gegner besiegte man auswärts erneut, diesmal mit 3:0. Für den Feinschliff sorgten die Kroaten mit Siegen über Feyenoord (2:0) und ZSKA Moskau (3:1), sodass sie mit 14 Punkten und neun Toren den Gruppensieg erlangten. Bis zum letzten Spieltag gegen die Moskauer blieb Dinamo sogar gänzlich ohne Gegentor. Mit dem FK Krasnodar traf man im Sechzehntelfinale auf den nächsten Vertreter aus Russland. Dinamo gewann beide Spiele mit 3:2 und 1:0, im Achtelfinale kam es zum Aufeinandertreffen mit Tottenham Hotspur. Nachdem man im Hinspiel 0:2 unterlag, glänzte man in einem überragenden Rückspiel und siegte nach Verlängerung mit 3:0. Der Rauswurf von Tottenham gilt bis heute als eine der größten Sensationen und der Einzug ins Viertelfinale als einer der größten Erfolge in der Vereinsgeschichte von Dinamo Zagreb. Im Viertelfinale spielte man gegen den FC Villarreal. Gegen den spanischen Vertreter verlor man jedoch beide Spiele mit 0:1 und 1:2, dieser gewann später den Wettbewerb.
An die internationalen Erfolge der letzten Jahre konnte Dinamo seither jedoch nicht mehr anknüpfen. Gegen Valur Reykjavík, Omonia Nikosia und Legia Warschau agierte man in der Qualifikation zur UEFA Champions League 2021/22 sehr souverän, doch in der Playoff-Runde erwies sich Sheriff Tiraspol diesmal als zu stark. In der Gruppenphase der Europa League scheiterte man zum Auftakt mit 0:2 an West Ham United, relativierte das jedoch mit einem 3:0-Auswärtssieg über den KRC Genk. Gegen Rapid Wien verlor man im Auswärtsspiel mit 1:2, doch das Rückspiel zuhause konnte mit 3:1 gewonnen werden. Die zweite Partie gegen Genk endete mit 1:1, anschließend sorgte man mit einem 1:0-Auswärtssieg über West Ham für Aufsehen. Folglich belegte Dinamo Zagreb mit zehn Punkten und einem Torverhältnis von 9:6 den zweiten Platz und nahm am K.O.-Playoff teil. Gegen den FC Sevilla verlor man im Hinspiel mit 1:3; das Rückspiel konnte lediglich mit 1:0 gewonnen werden, was am Ende zu wenig war.
In der Saison 2022/23 spielte Dinamo Zagreb wieder in der Champions-League-Gruppenphase mit. Dabei wurden in der Qualifikation KF Shkupi, Ludogorez Rasgrad und nach Verlängerung auch der FK Bodø/Glimt überwunden. Dinamo gelang mit einem überraschenden 1:0-Erfolg über den FC Chelsea der Einstand in der neuen Spielzeit der Königsklasse. Jedoch verlor man – bis auf ein 1:1 gegen Red Bull Salzburg – alle weiteren Partien und schied mit vier Punkten und einem Torverhältnis von 4:11 als Gruppenletzter aus.
Dinamo Zagreb startete eher ernüchternd in die Europacup-Saison 2023/24. Nachdem man in der Champions-League-Qualifikation souverän gegen den FK Astana weiterkam, schied man knapp gegen AEK Athen aus. Das Hinspiel musste verschoben werden, da ein griechischer Fan nach Zuschauerausschreitungen verstorben war. Dieses fand daraufhin erst nach der eigentlich als Rückspiel vorgesehenen Partie statt. In beiden Partien waren Gästefans nicht zugelassen. Dinamo verlor zuhause mit 1:2, verspielte daraufhin in Athen eine 2:0-Führung in der Nachspielzeit und schied nach einem 2:2 aus. In weiterer Folge unterlag man Sparta Prag in der Playoff-Runde zur Europa League. Das Hinspiel endete mit 3:1 für Dinamo, im Rückspiel verlor man jedoch mit 1:4. Die Kroaten nahmen daraufhin erstmals an der UEFA Europa Conference League teil. Dort kam es zum Wiedersehen mit dem FK Astana, den man zum Auftakt mit 5:1 besiegte. Die anschließende 0:2-Niederlage gegen den KF Ballkani gilt bis heute als eine der erbärmlichsten Niederlagen in der Vereinsgeschichte. Nachdem beide Spiele gegen Viktoria Pilsen mit je 0:1 verloren gingen, drohte die K.O.-Runde verpasst zu werden. Allerdings konnte man in den Rückspielen gegen Astana mit 2:0 und gegen Ballkani mit 3:0 gewinnen, wodurch man mit neun Punkten und einem Torverhältnis von 10:5 doch noch Platz 2 erreichen konnte. Im K.O.-Playoff gab es dann aber eine große Überraschung, als sich Dinamo gegen den spanischen Vertreter Real Betis durchsetzen konnte. Im Hinspiel in Sevilla konnte man mit 1:0 gewinnen, das Rückspiel endete mit 1:1 unentschieden. Im Achtelfinale musste man sich mit PAOK Thessaloniki erneut einem Vertreter aus Griechenland stellen. Wie schon bei den Partien gegen AEK Athen waren folglich auch bei dieser Begegnung keine Auswärtsfans zugelassen. Nachdem man in Zagreb mit 2:0 gewinnen konnte, ging das Rückspiel in Thessaloniki mit 1:5 überraschend deutlich verloren, sodass die Kroaten ausgeschieden waren.
Nachdem man am ersten Spieltag der UEFA Champions League 2024/25 dem FC Bayern München mit 2:9 unterlag, und somit die meisten Tore in der Geschichte in einem Champions-League-Spiel hinnehmen musste, trennte man sich von Trainer Sergej Jakirović. Sandro Perkovic wurde Interimstrainer.

## Titelgewinne
- Kroatische Meisterschaft (25): 1993, 1996, 1997, 1998, 1999, 2000, 2003, 2006, 2007, 2008, 2009, 2010, 2011, 2012, 2013, 2014, 2015, 2016, 2018, 2019, 2020, 2021, 2022, 2023, 2024
- Kroatischer Pokal (17): 1994, 1996, 1997, 1998, 2001, 2002, 2004, 2007, 2008, 2009, 2011, 2012, 2015, 2016, 2018, 2021, 2024
- Kroatischer Superpokal (8): 2002, 2003, 2006, 2010, 2013, 2019, 2022, 2023
- Jugoslawische Meisterschaft (4): 1948, 1954, 1958, 1982
- Jugoslawischer Pokal (7): 1951, 1960, 1963, 1965, 1969, 1980, 1983
- Messepokal (1): 1967
- Balkanpokal (1): 1976

Außerdem führt der Verein die Ewige Tabelle der ersten kroatischen Liga an. Der Verein wurde vom ehemaligen kroatischen Staatspräsidenten Franjo Tuđman massiv unterstützt. Es sollte ein in der Hauptstadt residierendes, sportliches Aushängeschild geschaffen werden.
Größter Erfolg der Vereinsgeschichte war der Gewinn des Messepokals im Jahre 1967, wo man Leeds United durch einen 2:0-Sieg im Hinspiel und ein 0:0 im Rückspiel besiegte. In der ersten Runde gegen Spartak Brno kam man per Losentscheid weiter, da beide Spiele mit 2:0 für die jeweilige Heimmannschaft ausgingen. Mühe hatte man auch in den nächsten Runden gegen den schottischen Vertreter Dunfermline Athletic und Dinamo Pitești aus Rumänien. Danach schlug man die Favoriten Juventus Turin, Eintracht Frankfurt und Leeds United.

## Fans

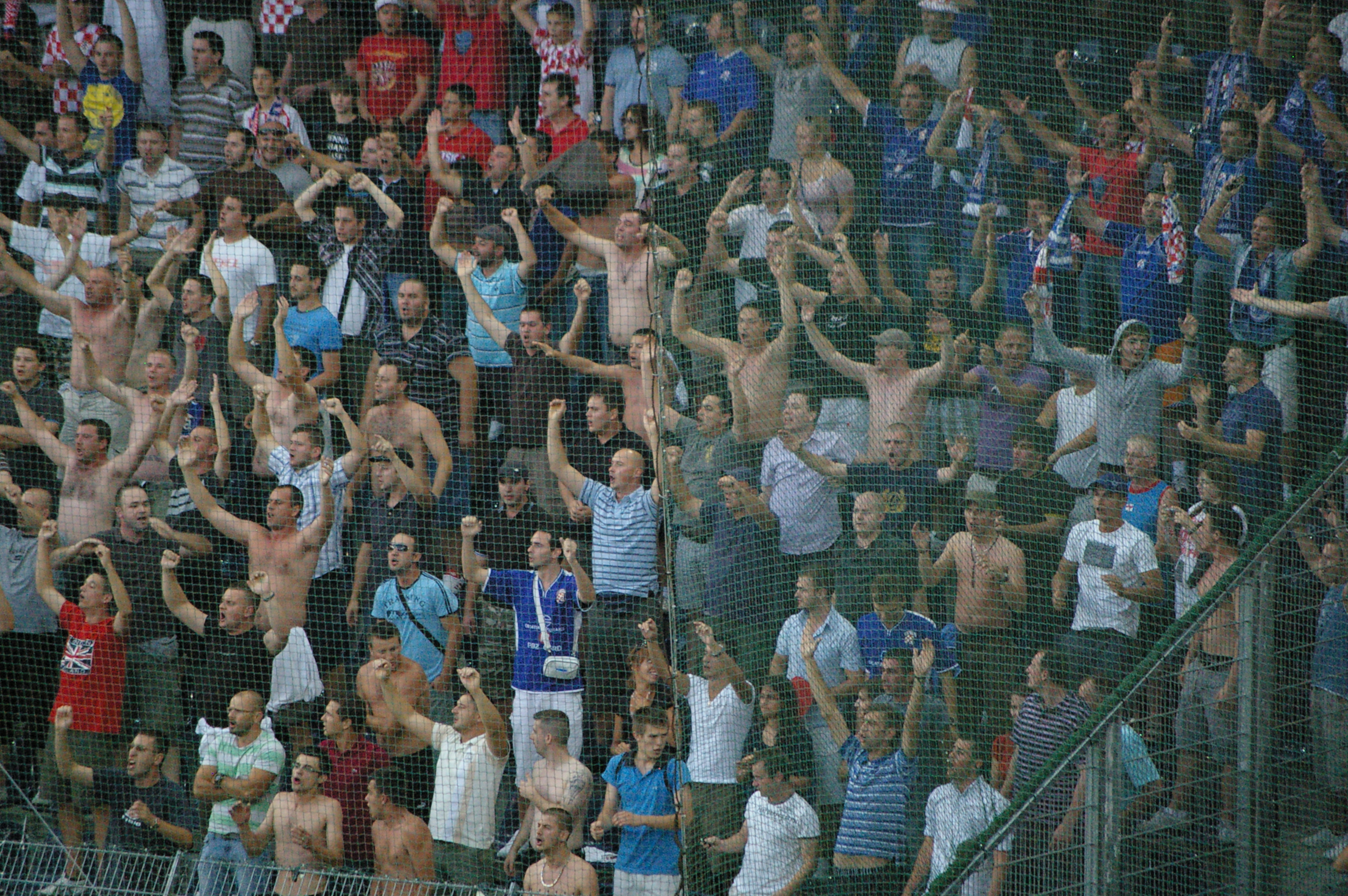
Die BBB während eines Spiels 2009

Angefeuert wird Dinamo Zagreb besonders von seiner Ultra-Gruppierung Bad Blue Boys (BBB), die 1986 gegründet wurde und starken Gebrauch von pyrotechnischen Erzeugnissen macht. Allgemein hat Dinamo Zagreb eine gewaltbereite und rassistische Fanszene. Auseinandersetzungen gibt es vor allem mit der dalmatinischen Ultragruppe Torcida Split, den Anhängern von Hajduk Split, gegen den das Vječni derbi ausgetragen wird. Aber auch mit den Anhängern von HNK Rijeka bzw. deren Armada Rijeka, den Fans von NK Osijek bzw. deren Kohorta sowie den Fans von NK Istra Pula, den Demoni, gibt es immer wieder Spannungen. Oft kommt es zu Auseinandersetzungen zwischen den Ultra-Gruppierungen. Zu Zeiten Jugoslawiens gab es auch Auseinandersetzungen mit den Fans von Roter Stern, den Delije, den Anhängern von Partizan, den Grobari, sowie mit denen der Klubs FK Željezničar Sarajevo, FK Sarajevo, FK Vardar Skopje und anderer ex-jugoslawischer Vereine. Schon oft kam es vor, dass die Gewaltbereitschaft der BBBs dem Verein schadete und dieser, vor allem in internationalen Wettbewerben, Strafen nach Auseinandersetzungen mit gegnerischen Fans bzw. Fehlverhalten bezahlen musste.
Am 6. November 2012 haben Hooligans von Dinamo Zagreb vor dem Champions-League-Spiel bei Paris Saint-Germain für Negativschlagzeilen gesorgt. Wie die Pariser Polizei bekannt gab, kam es in der Nähe des Bastille-Platzes zu schweren Krawallen zwischen Fans beider Lager. Ein Dinamo-Anhänger wurde bei den Ausschreitungen schwer verletzt, es gab zahlreiche Festnahmen. Die Polizei nahm nach eigenen Angaben 28 Personen fest. Nach Informationen der französischen Nachrichtenagentur AFP wurden zudem am Spieltag weitere 80 Dinamo-Fans verhaftet.
Am 25. September 2013 bestrafte die UEFA den Verein zu zwei Geisterspielen, eines davon auf Bewährung. In den beiden Champions-League-Qualifikationsspielen beim FK Austria Wien und gegen Sheriff Tiraspol hatten Dinamo-Fans rassistische Gesänge angestimmt und Pyrotechnik eingesetzt. Zudem musste der Verein 70.250 Euro Strafe zahlen. Bereits in der Vergangenheit war es in Zagreb zu ähnlichen Vorfällen gekommen. In der zweiten Qualifikationsrunde zur Champions League hatten Dinamo-Anhänger beim Heimspiel gegen den luxemburgischen Club CS Fola Esch ebenfalls rassistische Gesänge angestimmt. Damals hatte die UEFA bereits einen Teilausschluss des Publikums im Heimspiel gegen Tiraspol angeordnet. Wenige Tage nach der letzten verhängten Strafe durch die UEFA kam es zur Festnahme von Dinamo-Fans in der Innenstadt der bulgarischen Hauptstadt Sofia, die aufgrund des Auswärtsspiels gegen Ludogorez Rasgrad angereist waren. Insgesamt wurden 45 Anhänger wegen Hooliganismus, der Missachtung polizeilicher Anweisungen und wegen Diebstahls festgenommen.

## Stadion

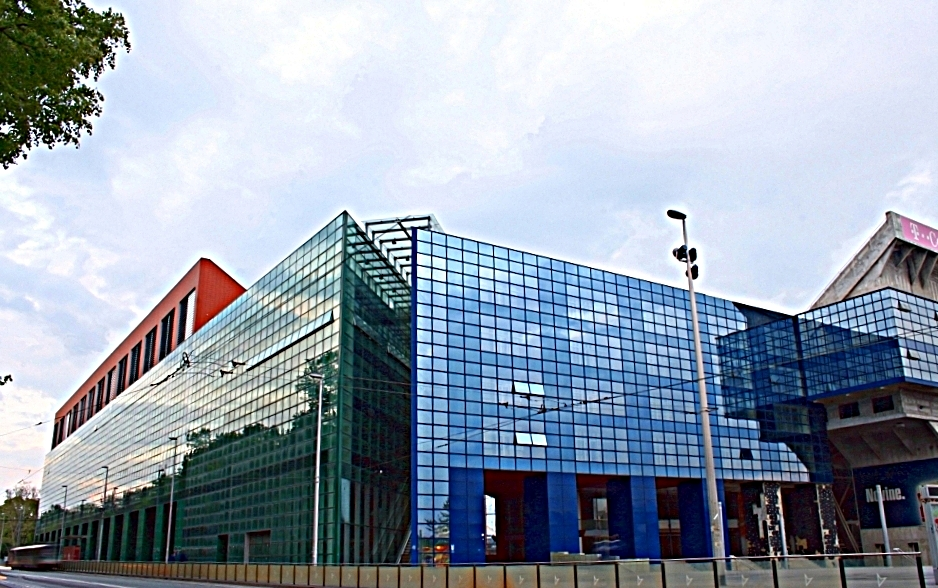
Das Stadion Maksimir befindet sich in der kroatischen Metropole Zagreb

Das Stadion Maksimir ist die Spielstätte von Dinamo Zagreb. Es hatte ein Fassungsvermögen von ca. 55.000 Zuschauern, nach Renovierungsarbeiten verringerte sich die Kapazität auf ca. 38.000 Plätze, bedingt durch die Umstrukturierung der Tribünen zu Sitzplätzen. Die Leichtathletik-Laufbahn wurde 2011 komplett entfernt und durch blauen Kunstrasen ersetzt. Um die Auflagen der UEFA zu erfüllen, wurde zudem eine Rasenheizung verlegt.

## Kader der Saison 2025/26
Stand: 30. Juli 2025
| Nr. |            | Position | Name                  |
| --- | ---------- | -------- | --------------------- |
| 1   | Kroatien   | TW       | Danijel Zagorac       |
| 2   | Kroatien   | AB       | Moreno Živković       |
| 3   | Kroatien   | AB       | Bruno Goda            |
| 4   | Spanien    | AB       | Raúl Torrente         |
| 6   | Spanien    | MF       | Gonzalo Villar        |
| 7   | Kroatien   | ST       | Luka Stojkovic        |
| 9   | Kroatien   | ST       | Dion Beljo            |
| 10  | Kroatien   | ST       | Gabriel Vidović       |
| 11  | Albanien   | ST       | Arbër Hoxha           |
| 14  | Kroatien   | MF       | Marko Soldo           |
| 15  | Kroatien   | AB       | Niko Galešić          |
| 17  | Kroatien   | ST       | Sandro Kulenovic      |
| 18  | Frankreich | AB       | Ronaël Pierre-Gabriel |
| 19  | Kolumbien  | ST       | Juan Córdoba          |
| 20  | Kroatien   | MF       | Robert Mudražija      |
| 21  | Kroatien   | ST       | Mateo Lisica          |
| 22  | Schweden   | AB       | Matteo Pérez Vinlöf   |

| Nr. |            | Position | Name                      |
| --- | ---------- | -------- | ------------------------- |
| 24  | Kroatien   | MF       | Lovre Kulušić             |
| 25  | Kroatien   | AB       | Moris Valinčić            |
| 26  | Schottland | AB       | Scott McKenna             |
| 27  | Kroatien   | MF       | Josip Mišić               |
| 28  | Martinique | AB       | Kévin Théophile-Catherine |
| 30  | Kroatien   | ST       | Fran Topić                |
| 31  | Kroatien   | MF       | Marko Bulat               |
| 33  | Kroatien   | TW       | Ivan Nevistić             |
| 36  | Spanien    | AB       | Sergi Domínguez           |
| 44  | Kroatien   | TW       | Ivan Filipović            |
| 55  | Kroatien   | AB       | Dino Perić                |
| 66  | Kroatien   | MF       | Branko Pavić              |
| 70  | Kroatien   | ST       | Dario Špikić              |
| 77  | Osterreich | MF       | Dejan Ljubičić            |
| 88  | Kroatien   | TW       | Nikola Čavlina            |
|     | Kroatien   | AB       | Matija Ruškovački         |
|     | Kroatien   | ST       | Vilim Gec                 |

## Ehemalige Spieler
- Boško Balaban (2000–2001, 2002–2003, 2007–2009)
- Milan Badelj (2007–2012)
- Rudolf Belin (1959–1970)
- Igor Bišćan (1997–2000, 2007–2012)
- Filip Blašković (1965–1976)
- Zvonimir Boban (1985–1991)
- Srećko Bogdan (1975–1985)
- Marcelo Brozović (2012–2016)
- Tomislav Butina (1992–2003, 2008–2010)
- Hrvoje Čale (2003–2008)
- Duje Čop (2012–2015)
- Snješko Cerin (1976–1986)
- Vedran Ćorluka (2003–2007)
- Tomislav Crnković (1950–1961)
- Igor Cvitanović (1989–1997, 1999–2001)
- Borislav Cvetković (1980–1986)
- Zvjezdan Cvetković (1980–1987)
- Stjepan Deverić (1979–1984, 1987–1991)
- Dino Drpić (2000–2009)
- Eduardo (2001–2002, 2003–2007)
- Ivica Horvat (1945–1957)
- Tomislav Ivković (1977–1982)
- Dražan Jerković (1954–1965)
- Krunoslav Jurčić (1988–1991, 1996–1999)
- Zdenko Kobešćak (1962–1967)
- Mateo Kovačić (2010–2013)
- Niko Kranjčar (2001–2004)
- Zlatko Kranjčar (1973–1984)
- Dražen Ladić (1986–2000)
- Jerko Leko (1999–2002, 2011–2015)
- Zoran Mamić (1989–1991, 1992–1996)
- Mario Mandžukić (2007–2010)
- Silvio Marić (1992–1994, 1995–1999, 2001–2003, 2005–2006)
- Vlatko Marković (1958–1965)
- Željko Matuš (1955–1965)
- Dumitru Mitu (2002–2004, 2005–2006)
- Marko Mlinarić (1978–1987, 1995–1996)
- Luka Modrić (2005–2008)
- Edin Mujčin (1995–2001, 2002–2005)
- Dani Olmo (2014–2020)
- Andrej Panadić (1988–1994)
- Željko Perušić (1958–1965)
- Robert Prosinečki (1986–1987, 1997–2000)
- Mladen Ramljak (1962–1973)
- Sammir (2006–2013, 2017)
- Dario Šimić (1992–1998)
- Tomo Šokota (1997–2001, 2007–2009)
- Zvonimir Soldo (1987–1990, 1994–1996)
- Hillel Soudani (2013–2018)
- Davor Šuker (1989–1991)
- Stjepan Tomas (1995–2000)
- Drago Vabec (1968–1979, 1983–1984)
- Domagoj Vida (2011–2013)
- Mark Viduka (1995–1998)
- Goran Vlaović (1991–1994)
- Ognjen Vukojević (2006–2008, 2014–2015)
- Franjo Wölfl (1945–1953)
- Velimir Zajec (1974–1984)

## Trainer
Trainer der Građanski-Ära
1918–1919:  Milan Graf
1919–1921:  Karl Heinlein
1921–1924:  Arthur Gaskell
1924–1925:  Richard Kohn
1925–1926:  Imre Pozsonyi
1926–1929:  Josef Brandstetter
1930–1931:  Johann Strnad
1931–1932:  Robert Haftl
1932–1933:  Giury Molnár
1933–1935:  James Donnelly
1935–1936:  Hans Ringer
1936–1945:  Márton Bukovi